# Pokusa nadużycia
Pokusa nadużycia (ang. moral hazard) – zjawisko polegające na tym, że podmiot chroniony przed ryzykiem może zachowywać się inaczej, niż gdyby był w pełni eksponowany na ryzyko.
Jest jedną z zawodności rynku związanych z ubezpieczeniami. Na przykład osoba ubezpieczona może zachowywać się bardziej ryzykownie w porównaniu z sytuacją, w której nie miałaby ona ubezpieczenia. Moral hazard narasta, ponieważ ludzie i organizacje nie ponoszą konsekwencji swoich działań i w związku z tym mają tendencję do zachowań mniej ostrożnych, niż miałoby to miejsce w przypadku ponoszenia pełnych skutków.

## Przykłady
Osoba posiadająca ubezpieczenie od kradzieży samochodu może być mniej czujna, jeśli chodzi o zamykanie samochodu, ponieważ potencjalne negatywne skutki kradzieży są ponoszone (częściowo) przez towarzystwo ubezpieczeniowe.
Pokusa nadużycia wiąże się ze zjawiskiem asymetrii informacji – sytuacją, w której jedna ze stron transakcji wie więcej niż druga. Specyficzny przypadek moral hazard nazywany jest problemem pryncypała-agenta – jedna ze stron, zwana agentem działa z pełnomocnictwa drugiej – pryncypała. Agent posiada wszystkie informacje o działaniach przez siebie wykonywanych (oczywiście wie także i o swoich zamierzeniach), natomiast niewielką z nich część zna pryncypał. Zwierzchnik przeważnie nie jest w stanie nadzorować tych działań w zadowalającym stopniu. Jeżeli interesy obu stron nie są takie same, agent może mieć bodziec do działań nieprawidłowych, dokonywanych w sytuacji gdy nie jest kontrolowany.

### Finanse i bankowość
Abolicje finansowe instytucji pożyczkowych (kredytowych) dokonywane przez rząd, bank centralny czy inne podmioty, mogą być zachętą do ryzykownego zadłużania się w przyszłości, wtedy gdy ponoszący ryzyko dojdą do przekonania, że nie będą musieli ponosić całkowitej odpowiedzialności i radzić sobie ze stratą. Instytucje kredytujące muszą podejmować ryzyko przy kredytowaniu, a zwiększanie wolumenu kredytów ryzykownych zazwyczaj oznacza potencjalną możliwość uzyskania większych dochodów. Ryzyko nadużycia wzrasta, gdy zarządzający instytucjami pożyczkowymi (lub bankami) wierzą, że mogą dokonywać ryzykownych pożyczek (kredytów) – a te jeżeli nie wystąpią problemy, będą bardzo opłacalne, ale nie biorą pod uwagę tego, że w razie kłopotów ze spłatami mogą nie być stanie pokryć wynikających z tego strat. Podatnicy, deponenci oraz inni wierzyciele często muszą pokrywać straty wywołane ryzykownymi decyzjami instytucji kredytujących. Bardziej ryzykownym zachowaniom banków sprzyja również istnienie systemu gwarancji depozytów.
Moral hazard może dotyczyć także pożyczających. Mogą oni nie zachowywać się w sposób ostrożny – z punktu widzenia pożyczkodawcy – gdy inwestują lub wydają środki lekkomyślnie. Na przykład – wydający karty kredytowe mogą limitować swoim klientom poziom obciążeń na kartach, ponieważ bez tych ograniczeń mogliby oni wydać pożyczone środki lekkomyślnie, prowadząc tym samym do zaniedbania obowiązku spłaty.
Niektórzy uważają, że właśnie z powodu moral hazard uległy poluzowaniu standardy kredytowe w USA – to z kolei doprowadziło w 2007 r. do finansowego kryzysu na rynku kredytów subprime. W łańcuchu kredytowym każde ogniwo przynoszące dotąd zyski było przekonanym, że to nie ono ponosi ryzyko, było ono przerzucane na następne ogniwa. Brokerzy, którzy nie pożyczali własnych pieniędzy, „spychali” ryzyko na pożyczkodawców. Pożyczkodawcy, którzy sprzedali kredyty, zaraz po ubezpieczeniu ich zepchnęli ryzyko na inwestorów. Banki inwestycyjne kupiły kredyty i podzieliły je na małe kawałki w postaci papierów wartościowych, których zabezpieczenie stanowią wierzytelności zabezpieczone hipoteką (ang. mortgage-backed security, MBS). Przy czym, niektóre z tych papierów były bardziej ryzykowne niż pozostałe. Inwestorzy kupili papiery (zob. sekurytyzacja) i za pomocą transakcji hedge zabezpieczyli się przed ryzykiem niewypłacalności oraz przedpłaty, „spychając” je dalej.

### Ubezpieczenia
Na rynku ubezpieczeń, pokusa nadużycia odnosi się do sytuacji, w której istnienie umowy ubezpieczenia zmienia sposób zachowania ubezpieczonego, począwszy od momentu gdy przestaje on ponosić pełne koszty skutków swojego postępowania. Np. osoba nabywająca ubezpieczenie samochodowe może być mniej ostrożna jeśli chodzi o zamykanie samochodu, lub zacząć jeździć więcej niż do tej pory, zwiększając tym samym ryzyko kradzieży w pierwszym przypadku albo wypadku – jak w drugim. Ryzyko ponosi tutaj niemal wyłącznie ubezpieczyciel. Po kupnie ubezpieczenia od ognia, niektóre osoby mogą zaprzestać dbania o podstawowe zasady związane z bezpieczeństwem, tj. zasypiać z papierosem w łóżku, zaniedbywać zmianę baterii w alarmach przeciwpożarowych etc.
Przy ubezpieczeniach medycznych, może dojść do ryzykownych zachowań związanych z utrzymaniem zdrowego trybu życia. Może być to również podjęcie aktywności bezpośrednio zdrowiu zagrażających (np. sporty ekstremalne). Po podpisaniu umowy, tak jak w powyższych przypadkach dochodzi do przerzucenia większości potencjalnych kosztów – tutaj leczenia, na ubezpieczyciela. Przykładowo, osoba otyła, nie posiadająca ubezpieczenia ma dodatkowy bodziec aby zacząć się odchudzać – są nim koszty związane z ewentualnym leczeniem chorób zazwyczaj z tego stanu wynikających.
Wyłączenia ilościowe czy wartościowe (np. ubezpieczenie pokrywa straty do $200, przy wynikłej szkodzie wartości $1000), współpłacenie (np. za usługę medyczną) oraz reasekuracja redukują ryzyko nadużycia, do momentu gdy ubezpieczony ma bodziec finansowy, powstrzymujący go od wysuwania roszczeń.
Problem moral hazard został dokładnie przebadany zarówno przez ubezpieczycieli, jak i środowiska akademickie.

## Historia terminu
Według badań przeprowadzonych przez Dembe i Bodena, termin moral hazard datuje się na XVII wiek i był szeroko rozpowszechniony pośród angielskich kompanii ubezpieczeniowych do końca XIX wieku. Wczesne użycie tego terminu niesie ze sobą negatywne konotacje, wiążące się z defraudacją lub innym niemoralnym zachowaniem – zazwyczaj ubezpieczonego. Jakkolwiek jednak, Dembe i Boden zwracają uwagę, że znaczący XVIII-wieczni matematycy, badający procesy podejmowania decyzji, używali terminu „moralny” jako „subiektywny”, co może rzucać cień na etyczne powiązania znaczeniowe.
Wznowienie badań nad zjawiskiem moral hazard przez ekonomistów nastąpiło w latach 60. XX wieku i wówczas nie odnoszono go do oszustwa, czy niemoralnego zachowania. Pojęcie to było raczej używane przy opisie nieefektywności, mogącej pojawić się gdy ryzyko jest przenoszone, niż w kontekście etyki.